# Arkowyen (ort i Iran)
Arkowyen (persiska: اَركُوی, اَركُوين, Arkevīn, اَركُويِن, اركوين) är en ort i Iran.   Den ligger i provinsen Markazi, i den centrala delen av landet, 250 km sydväst om huvudstaden Teheran. Arkowyen ligger 2 140 meter över havet och antalet invånare är 239.
Terrängen runt Arkowyen är kuperad. Runt Arkowyen är det ganska tätbefolkat, med 67 invånare per kvadratkilometer. Närmaste större samhälle är Arak, 19,7 km norr om Arkowyen. Trakten runt Arkowyen består i huvudsak av gräsmarker.